# Bonebakker (geslacht)

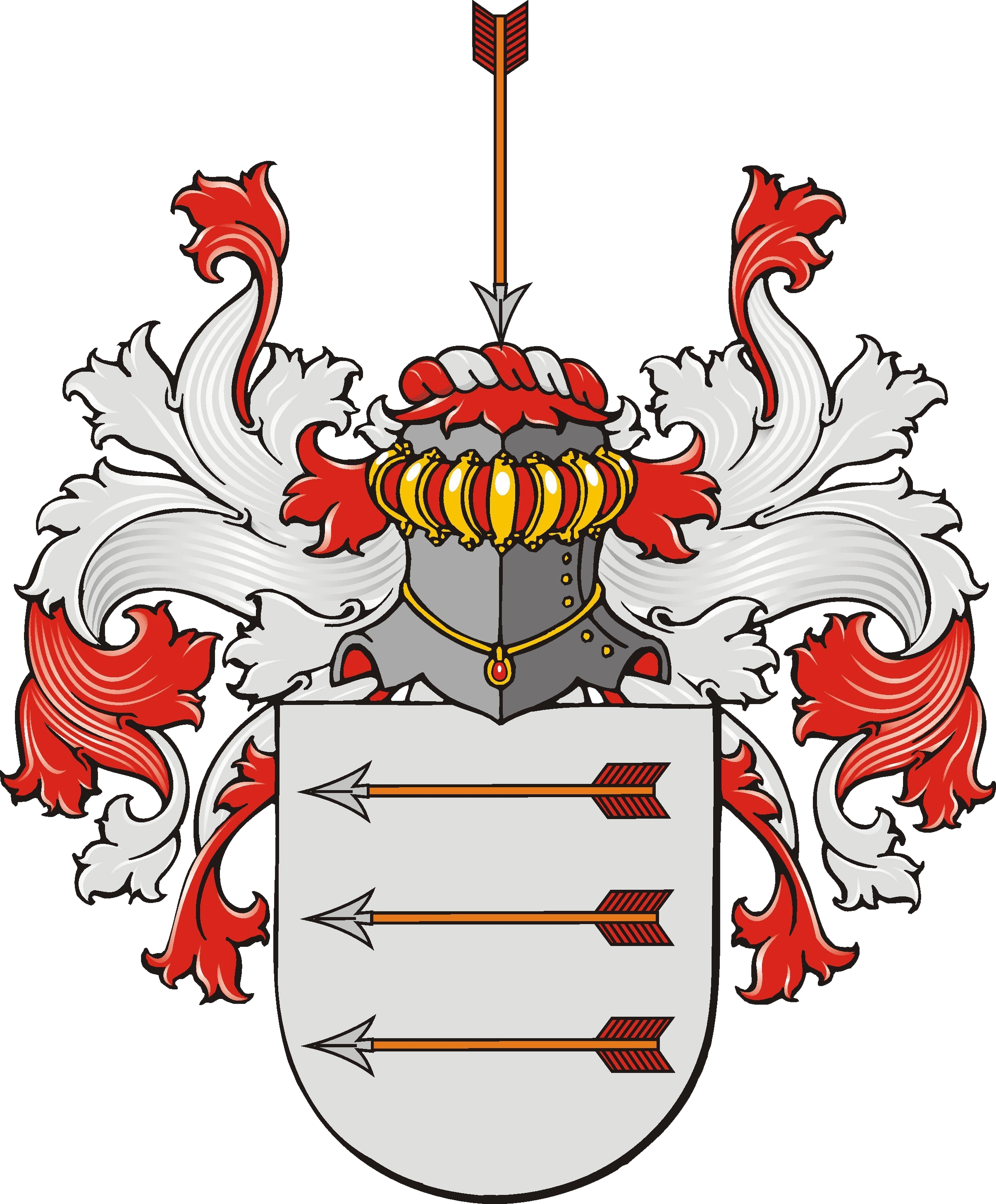
Wapen van het geslacht Bonebakker.

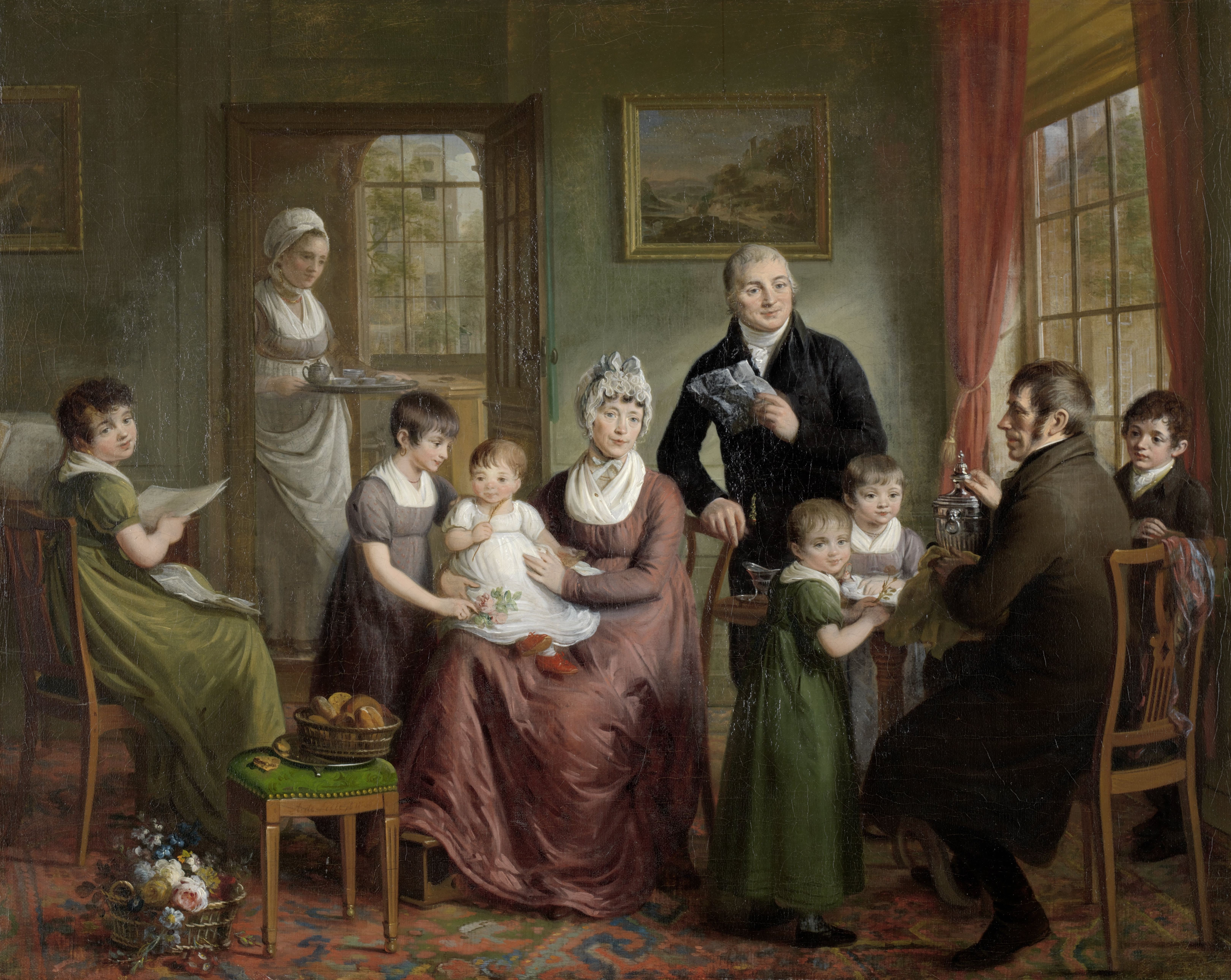
Portret van de familie van Adrianus Bonebakker tijdens een bezoek van - naar alle waarschijnlijkheid - compagnon Diederik Lodewijk Bennewitz (zittend, met zilveren object). Bonebakker zelf staat met een document in zijn hand. Schilderij door Adriaan de Lelie in 1809, Rijksmuseum Amsterdam.

Bonebakker is de naam van een familie waarvan de stamboom is opgenomen in het genealogisch naslagwerk Nederland's Patriciaat.

## Geschiedenis
De stamvader Reynier Dircss Boonebacker kwam oorspronkelijk uit het land van Gulik. Hij vestigde zich als drapier in Utrecht. Leden van het geslacht waren onder andere kassier en/of houder van de bank van lening in Wijk bij Duurstede, Culemborg, Bergen op Zoom, Buren en Tiel. In 1792 vestigde Adrianus Bonebakker zich in Amsterdam. Samen met Diederik Lodewijk Bennewitz nam hij in 1802 als compagnon een bekende Nederlandse goud-, zilver- en juwelierswinkel van die dagen over, de firma gebroeders Peirolet. In de eerste jaren onder de naam gebroeders Peirolet, Bennewitz & Bonebakker en later als Bennewitz & Bonebakker. Nadat de compagnons om zakelijke redenen in 1821 uiteen waren gegaan, werd het bedrijf door Adrianus en zijn zoon Jacques Antoine Bonebakker, voortgezet onder de naam As Bonebakker & Zoon.
Het bedrijf vervaardigde in 1806 de sleutels van Amsterdam voor koning Lodewijk Napoleon en in 1811 een tweede set sleutels van Amsterdam overhandigd aan keizer Napoleon Bonaparte bij zijn bezoek aan Amsterdam. In 1816 werd een 491-delig zilveren tafelservies voor prins Willem II vervaardigd en in 1840 de koningskroon voor Willem II. De maker van deze kroon, die nog steeds bij kroningen wordt gebruikt, was Theodorus Gerardus Bentvelt.

## Enkele telgen
- Anthonij Bonebakker (1730–1797), koopman en bankier
- Adrianus Bonebakker (1767-1842), stichter van het Amsterdamse goud- en zilversmidsbedrijf
- Jacques Antoine Bonebakker (1798-1868), compagnon van As Bonebakker & Zoon
- Willem Christiaan Bonebakker (1827-1906), firmant As Bonebakker & Zoon
- Johannes Christiaan Reinier Bonebakker (1829-1883), firmant As Bonebakker & Zoon
- Willem Gerard Bonebakker (1861-1920), firmant As Bonebakker & Zoon
- Carl Bonebakker (1862-1947), firmant As Bonebakker & Zoon
- Willem Christiaan Bonebakker (1866-1951), directeur Koloniale Bank
- Jan Willem Bonebakker (1893-1989), ingenieur en hoogleraar scheepsbouwkunde
- Adrianus Bonebakker (1895-1975), zendingsarts en directeur Havenziekenhuis te Rotterdam
- Claire Bonebakker (1904-1979), een Nederlandse schilderes, die gerekend wordt tot de Veerse Joffers
- Jan Lodewijk Bonebakker (1907-2000), directeur Heemaf
- Adrianus Bonebakker (1911-2001), firmant As Bonebakker & Zoon en amateurfotograaf
- Christiaan Bonebakker (1970), radionieuwslezer NOS